# Nikolajewsk
Nikolajewsk (russisch Николаевск) ist eine Stadt in der Oblast Wolgograd (Russland) mit 15.075 Einwohnern (Stand 14. Oktober 2010).

## Geographie
Die Stadt liegt etwa 190 km nördlich der Oblasthauptstadt Wolgograd und erstreckt sich etwa vier Kilometer entlang des linken Ufers des Wolgograder Stausees der Wolga. Die nächstgelegenen Städte sind Kamyschin (am gegenüberliegenden Wolga-Ufer acht Kilometer nordwestlich von Nikolajewsk gelegen) und Petrow Wal (21 km nordwestlich von Nikolajewsk).
Die Stadt Nikolajewsk ist Verwaltungszentrum des gleichnamigen Rajons (Landkreises) der Oblast Wolgograd.

## Geschichte
Der Ort wurde 1747 als Dmitrijew gegründet und wurde ursprünglich von Siedlern aus Kamyschin (damals: Dmitrijewsk) bewohnt, die an einem nahe gelegenen See Salzgewinnung betrieben. Gegen Ende des 18. Jahrhunderts wurde im Ort eine auf den Heiligen Nikolaus von Myra geweihte Kirche errichtet und Dmitrijew 1794 anlässlich dessen in Nikolajewskaja Sloboda („Nikolaussiedlung“) umbenannt.
Die industrielle Salzgewinnung im Ort dauerte noch bis Ende des 19. Jahrhunderts an und zählte bis zu deren Einstellung zu den wichtigsten Beschäftigungender hiesigen Bevölkerung. Nach Einstellung der Förderung begann man damit, den See für Heilschlammbäder zu nutzen.
1952 begann mit dem Bau des Stalingrader Wasserkraftwerks das Aufstauen der Wolga im Bereich von Nikolajewsk. Aus diesem Grund wurde die Siedlung in den 1950er-Jahren neun Kilometer stromabwärts verlegt. Der alte Ort mit historischen Bauten wurde bis 1960 vollständig geflutet.
Am 29. Juni 1967 erhielt Nikolajewsk unter dem heutigen Namen Stadtrecht.

### Bevölkerungsentwicklung
| Jahr | Einwohner |
| ---- | --------- |
| 1926 | 19.225    |
| 1939 | 12.452    |
| 1959 | 11.010    |
| 1970 | 11.555    |
| 1979 | 14.836    |
| 1989 | 16.469    |
| 2002 | 16.125    |
| 2010 | 15.075    |

Anmerkung: Volkszählungsdaten

## Wirtschaft und Verkehr
Als Zentrum eines traditionell landwirtschaftlich orientierten Rajons verfügt Nikolajewsk vor allem über nahrungsmittelproduzierende Betriebe. Außerdem gibt es in der Stadt eine Möbelfabrik und eine Ziegelei. Im Rajon wird stellenweise Erdöl gefördert.
Nikolajewsk hat eine Anlegestelle für Frachtschiffe an der Wolga und ist über eine Landstraße mit Wolschski und Wolgograd verbunden. Die nächste Eisenbahnstation befindet sich in Kamyschin.

## Söhne und Töchter der Stadt
- Juri Malyschew (1941–1999), Kosmonaut